# Agathis borneensis
Agathis borneensis (Агатіс борнейський) — вид хвойних рослин родини араукарієвих.

## Таксономічні зауваження
Agathis borneensis у минулому плутався з А. dammara. Agathis endertii також раніше вважався видом (Farjon 1998, 2001) і, отже, оцінювався окремо для Червоної книги МСОП, однак, Farjon (2010) тепер вважає його конспецифічним з А. borneensis.

## Поширення, екологія
Проживає в Індонезії (Калімантан і Суматра); Малайзії (Малайський півострів, Сабах і Саравак); і в Бруней-Даруссалам. Живе в низовинах і до нагірних тропічних лісів на піщаних або іноді торф'яних ґрунтах, де можуть утворювати обширні чисті деревостани.

## Морфологія
Дерева до 50(55) м заввишки і 3,5 м в діаметрі. Кора різна: сіра, світло-коричнева, чорна, з дрібними ямочками чи тонкою чи грубою лускою. Листки товсті, шкірясті, світло-зелені, дуже різні навіть на одному дереві, більш-менш еліптичні, гострі на молодих дерев, довжиною 2.5–14 см, як правило, більші на молодих, ніж на зрілих дерев, довжина у 3–10 разів більше ширини. Пилкові шишки пазушні, поодинокі на товстих, (4)10 мм (Суматра) або 1–2(5) мм (інші місця) стеблах; яйцювато-циліндричні під час цвітіння, у зрілості стають темно-коричневими гнучкими циліндрами, розміром 20 × 50 — 40 × 90 мм. Шишки ростуть на товстих квітконосах, еліпсоїдо-кулясті, 10–13 см у поперечнику в зрілості, смолисті, зелені, після дозрівання коричневі.

## Використання
Цей вид є одним з найцінніших і жаданих для деревини дерев в Південно-Східній Азії, і ним торгують на міжнародному ринку. Цей вид (і А. dammara) висаджують на досить великих лісових плантаціях на Яві, але тільки локально в невеликому масштабі в межах свого рідного діапазону поширення.

## Загрози та охорона
Цей вид дуже сильно постраждав від надмірної експлуатації в багатьох областях, і в результаті його загальна площа розміщення, за оцінками, принаймні, наполовину скоротилася і це продовжується до цих пір. Цей вид присутній в кількох ПОТ, але вони охоплюють лише незначну частину світового населення цього виду.